# Szászváros és vidéke
Szászváros és vidéke – Szászvároson 1913-ban indult társadalmi, szépirodalmi és közgazdasági hetilap, Hunyad megye magyarságának lapja.

## Szerkesztői, működése
Első szerkesztője ifj. Szántó Károly volt, akit 1927-től a korábbi segédszerkesztő, Bocz Soma követett. 1918 előtt politikai és közéleti anyagán túl többnyire helyi tollforgatóktól közölt verset, novellát, tárcát; 1918 után viszont – valószínűleg utánközlésben – találkozunk hasábjain az erdélyi magyar irodalom ismert költőivel, elbeszélőivel (Áprily Lajos, Balázs Ferenc, Bárd Oszkár, Bartalis János, Berde Mária, Gyallay Pap Domokos, Gyárfás Elemér, Kádár Imre, Kovács László, Kristóf György, Krüzselyi Erzsébet, Kuncz Aladár, Makkai Sándor, Maksay Albert, Molter Károly, Nagy Emma, Reményik Sándor, Sipos Domokos, Szombati-Szabó István, Tompa László), de magyarországi szerzőkkel is (Endrődi Sándor, Hatvany Lajos, Heltai Jenő, Juhász Gyula, Lesznai Anna, Molnár Ferenc, Móra Ferenc, Móricz Zsigmond, Tömörkény István, Zilahy Lajos).
Az 1920-as évek közepétől, a Kuun Kollégium bezárásával a város magyar szellemi vonzásköre is csökkent, ezzel együtt a lap terjedelme s ennek megfelelően irodalmi anyaga is.